# یواس‌اس کپلر (دی‌ئی-۳۱۱)
یواس‌اس کپلر (دی‌ئی-۳۱۱) (به انگلیسی: USS Keppler (DE-311)) یک کشتی بود که طول آن ۲۸۹ فوت ۵ اینچ (۸۸٫۲۱ متر) بود.